# Tsadqiel

Laurent de La Hyre, Le sacrifice d'Isaac (1650).

Zadkiel ou Hesediel (Hébreu :  צדקיאל Tzadqiel) est l'archange de la liberté, de la bienveillance, et de la compassion. Il est également le saint patron de la miséricorde. Il est aussi connu sous les noms de Tsadqiel, Sachiel, Zedekiel, Zadakiel, Tzadkiel, Zedekul et Hesediel.
L'Archange Zadkiel est en lien avec la Sephira Hesed, la quatrième sphère de l'arbre des Sephiroth, elle correspond à la miséricorde divine, au pardon.
Dans des écrits rabbiniques, Zadkiel appartient à l'ordre des Hashmalim (ou les Dominations), et il est considéré par certaines sources comme étant le chef de cet ordre. Zadkiel peut aussi être vu comme un ange de la Hiérarchie des Archanges permettant d'accéder aux bénédictions de la séphira Hésed, les autres hiérarchies angéliques (ici les Hashmalim-Dominations) étant plus difficilement accessible à l'homme.
D'après la tradition juive, c'est lui qui aurait empêché Abraham de tuer son fils sur l'autel.